# Myshall
Myshall (em irlandês:  Míseal, derivado Maigh Íseal, "baixa planície") é um vilarejo de townland da Irlanda, 22 quilômetros a sul de Carlow, na estrada R724 e nos declives do Monte Leinster. É parte da Paróquia de Myshall e Drumphea. 
Tem duas igrejas: a Igreja Memorial de Adelaide do Cristo Redentor (anglicana) e a Igreja da Santa Cruz (católica romana), havendo ainda na paróquia uma pequena igreja católica no vilarejo próximo de Drumphea. Há cinco cemitérios na paróquia, sendo três no próprio vilarejo.
São Finnian de Movilla nasceu onde hoje é o vilarejo.

## Igreja Memorial de Adelaide
A Igreja Memorial de Adelaide do Cristo Redentor é uma versão em miniatura da Catedral de Salisbury, completa em 1913 por ordens do empresário habitante de Dover John Duguid, em memória de sua filha Constance, que morrera em um acidente a cavalo visitando sua irmã em Myshall em 1887, e sua mãe Adelaide, morta em 1903, ambas enterradas no local. É parte da Igreja da Irlanda e substitui um edifício mais antigo, que fora construído em 1811.